# Aldan (město)
Aldan (rusky Алда́н) je město v Saše v Ruské federaci. Při sčítání lidu v roce 2010 mělo přes jednadvacet tisíc obyvatel.

## Poloha
Aldan leží v Aldanské vysočině v povodí řeky Aldan. Od Jakutsku, hlavního města republiky, je vzdálen 470 kilometrů na jihozápad.

### Doprava
Přes Aldan vede Amursko-jakutská magistrála, která se křižuje s Bajkalsko-amurskou magistrálou pět set kilometrů směrem na jih v Tyndě. Sousední stanice jsou Nižnij Kuranach 47 kilometrů na sever a Lebedynij patnáct kilometrů na jih.

## Dějiny
Sídlo bylo založeno v roce 1923 s jménem Nězametnyj (Незаме́тный) jako hornické v souvislosti s objevením ložiska zlata. V roce 1939 se stalo pod svým současným jménem městem.
Během druhé světové války bylo vybudováno letiště na Aljašsko-sibiřské trase (ALSIB), které sloužilo k přepravě letadel dodávaných z USA v rámci Zákona o půjčce a pronájmu.